# جوناثان إس. كونكلين
جوناثان إس. كونكلين هو سياسي أمريكي، ولد في 18 أكتوبر 1770، وتوفي في 20 يونيو 1839. نشط حزبياً في الحزب الديمقراطي. وقد انتخب عضو جمعية ولاية نيويورك ‏ وانتخب عضو مجلس ولاية نيويورك ‏.